# شركة زارة للاستثمار القابضة
تأسست شركة زارة للاستثمار (القابضة) في 10 أيار (مايو) 1994، بهدف الاستثمار في القطاع السياحي بشكل عام والقطاع الفندقي بشكل خاص. وتعتبر «زارة للاستثمار» اليوم إحدى أكبر المجموعات الاستثمارية السياحية الرائدة في المملكة الأردنية الهاشمية.
تأسست «زارة للاستثمار» من قبل رجل الأعمال السيد صبيح المصري (الذي يرأس مجلس إدارتها حالياً) والراحل السيد خليل التلهوني، صاحب فكرة توفير شبكة من الفنادق والخدمات السياحية ذات الصبغة العالمية ليغطي بها كافة أنحاء المملكة الأردنية، بالإضافة إلى عدد من المستثمرين المستقلين والبنوك المحلية وشركات استثمار عربية وعالمية مثل مؤسسة التمويل الدولية IFC.
تمكنت «زارة للاستثمار» وفي وقت قياسي، من تطوير شبكة من الفنادق والخدمات السياحية من الدرجة الأولى وعلى أعلى مستوى من الكفاءة والمهنية، إيماناً منها بالمنتج السياحي الأردني الذي يضاهي أجمل وأغنى المواقع السياحية في العالم بالتنوع والثراء، كونه أحد أهم مصادر الدخل القومي.
كما تُعد «زارة للاستثمار» أكبر شركة مالكة للفنادق من فئة الخمس نجوم في الأردن، حيث تمتلك المجموعة سبعة فنادق ذات مواقع إستراتيجية في عمان والبحر الميت والبتراء والعقبة.
يبلغ عدد الغرف الفندقية التي تملكها «زارة للاستثمار» 2131 غرفة، ما يمثل 30% من إجمالي غرف فنادق الخمس نجوم في المملكة. كما حققت الشركة أعلى نسبة توظيف في قطاع فنادق الخمس نجوم، إذ توظف شركة زارة ما يمثل 26% من إجمالي العاملين في فنادق الخمس نجوم في المملكة.
أسست الشركة فندقها السياحي الأول في مدينة البتراء وهو منتجع موفنبيك البتراء، والذي يمتاز بعمارة إسلامية تتضمن زخارف خشبية يدوية وتصاميم تحاكي الفنون الإسلامية بمهنية عالية غير مسبوقة في الأردن.
تلا ذلك إنشاء منتجع فندق ومنتجع موفنبيك البحر الميت في أخفض بقعة على سطح الأرض والذي صنّفته مجلة كوندي ناست العالمية كأحد أفضل المنتجعات السياحية في العالم على مدار عدة أعوام على التوالي.

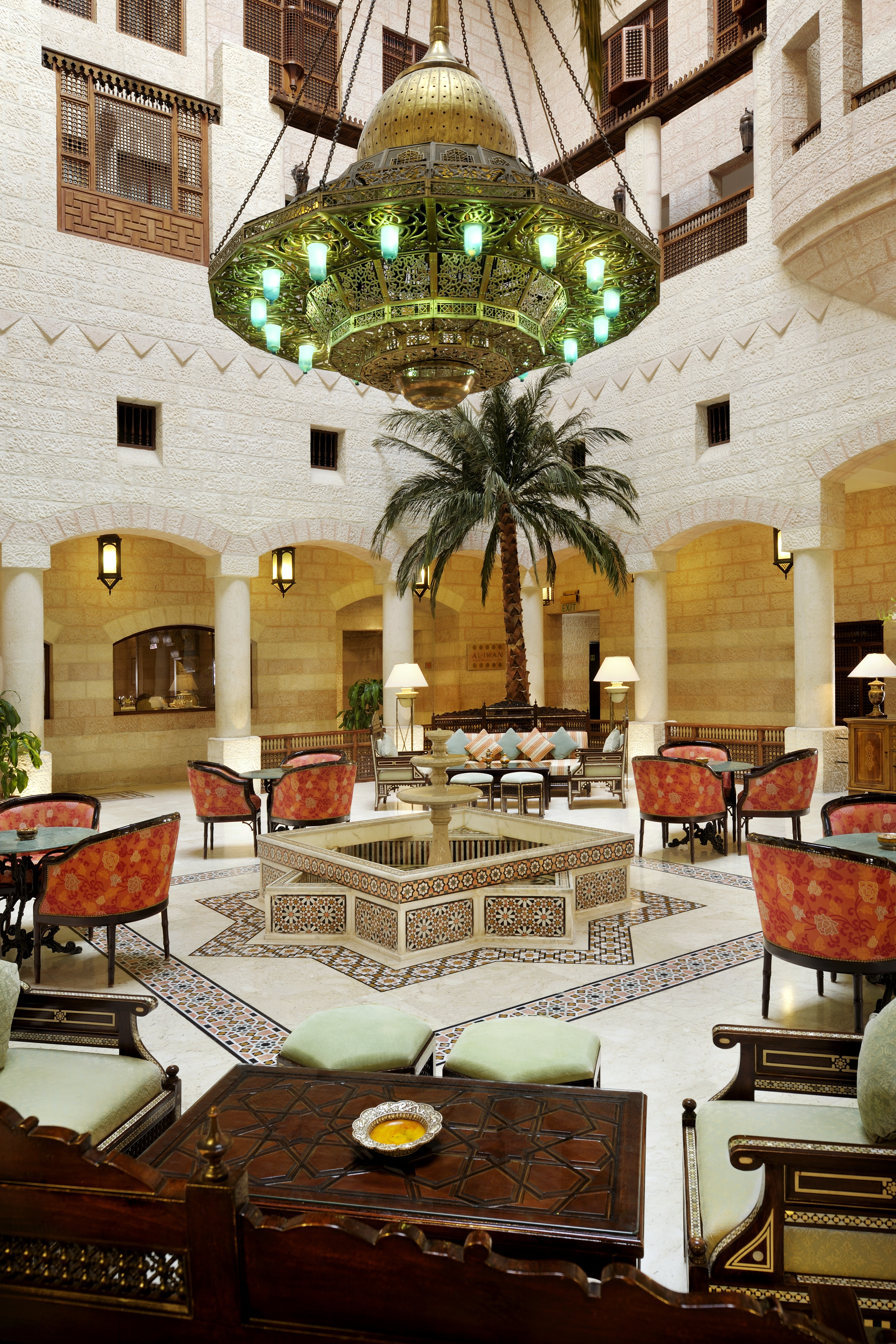
من داخل فندق موفنبيك البتراء حيث يبرز أسلوب العمارة الإسلامية

## الملكية
تتوزع أسهم «زارة للاستثمار» بين عدة مؤسسات استثمارية ورجال أعمال أردنيين وعرب على النحو التالي
- المسيرة للاستثمار ذ.م.م (13.398%)
- الليبية للاستثمارات الخارجية (13.026%)
- المؤسسة العامة للضمان الإجتماعى - الأردن (12.337%)
- المسيرة الدولية - البحرين (9.829%)
- العربية للتموين والتجارة (7.339%)
- بنك القاهرة عمان - الأردن (6.66%)
- محمد عبد الرحمن (4.10%)

### أعضاء مجلس الإدارة[6]
|    | الأسم                            | الموقع                 | التمثيل                         | الملكية        |
| -- | -------------------------------- | ---------------------- | ------------------------------- | -------------- |
| 1  | صبيح طاهر درويش المصرى           | رئيس مجلس الإدارة      |                                 | 2,046,000 سهم  |
| 2  | خالد صبيح طاهر المصري            | نائب رئيس مجلس الإدارة |                                 | 10,000 سهم     |
| 3  | ياسين خليل محمد ياسين التلهوني   | المدير العام           |                                 | 4,141,188 سهم  |
| 4  | حيدر عزت رشيد طوران              | عضو مجلس إدارة         | راما للإستثمار والإدخار         | 10,000 سهم     |
| 5  | جميلة توفيق محاسنة               | عضو مجلس إدارة         | المؤسسة العامة للضمان الإجتماعى | 18,506,245 سهم |
| 6  | خالد جمعة الزرزور                | عضو مجلس إدارة         | الليبية للاستثمارات الخارجية    | 19,539,532 سهم |
| 7  | كميل عبد الرحمن سعد الدين        | عضو مجلس إدارة         | المسيرة للاستثمار ذ.م.م         | 20,097,424 سهم |
| 8  | كمال غريب البكرى                 | عضو مجلس إدارة         | بنك القاهرة عمان                | 9,990,084 سهم  |
| 9  | عصام حليم جرجس سلفيتى            | عضو مجلس إدارة         | بنك الاتحاد                     | 150,000 سهم    |
| 10 | محمد اسامه جودت روحي شعشاعه      | عضو مجلس إدارة         |                                 | 13,020 سهم     |
| 11 | نافذ صالح عوده مصطفى             | عضو مجلس إدارة         |                                 | 600,000 سهم    |
| 12 | يزيد عدنان مصطفى المفتي          | عضو مجلس إدارة         |                                 | 30,000 سهم     |
| 13 | نواف بن عبد الرحمن بن علي التركي | عضو مجلس إدارة         |                                 | 10,000 سهم     |

## الأصول المالية
وصل رأس إلى 150 مليون دينار أردني، وتوزعت أرباح وخسائر الشركة خلال السنوات الماضية حسب الجدول التالي
| السنة | إجمالي الأصول (دينار أردني) | القيمة الدفترية للسهم (دينار أردني) | صافي الربح بعد الضريبة |
| ----- | --------------------------- | ----------------------------------- | ---------------------- |
| 2015  | 220,599,199                 | 1.204                               | -1,632,941             |
| 2014  | 235,485,133                 | 1.239                               | 1,391,412              |
| 2013  | 255,047,792                 | 1.265                               | -1,050,263             |
| 2012  | 269,862,931                 | 1.310                               | 1,547,890              |
| 2011  | 271,189,060                 | 1.332                               | -1,071,979             |
| 2010  | 279,856,071                 | 1.364                               | 9,397,477              |

## مشاريع زارة للاستثمار في القطاع الفندقي والسياحي
| 1994                          | 1996                                             | 1999                                              | 2000                                              | 2009                                  |
| - شركة زارة للاستثمار القابضة | - فندق انتركونتننتال الأردن - فندق ومنتجع البترا | - فندق غراند حياة عمان - فندق موفينبك البحر الميت | - فندق موفنينبك قلعة النبطي - فندق موفينبك العقبة | - فندق ومنتجع موفينبك تالا باي العقبة |

- فندق إنتركونتيننتال الأردن: أقدم وأعرق فندق من فئة الخمس نجوم في الأردن، أُنشئ عام 1963، وقد حظي بأن يكون الخيار المفضل لكبار الشخصيات والضيوف ذوي الذوق الرفيع والمفكرين العرب والأجانب. خضع الفندق إلى أكثر من عملية تجديد لكافة المرافق لإضفاء سمة عصرية وتقنية تحاكي بمواصفاتها الفنادق العالمية المرموقة. يحتوي فندق إنتركونتننتال الأردن على 450 غرفة فندقية. العام 1963. عمل الفندق طوال سنين عمله على الحفاظ على شهرته وتميزه في الرفاهية والنوعية والأسلوب المميز لمدة أربعة عقود.
- منتجع موفنبيك البتراء: كانت البتراء، المدينة الوردية النبطية، هي الخيار الأول لشركة زارة للبدء بمشروع منتجع موفينبيك في العام 1996 وذلك توافقا مع منهجيتها، كون البتراء تتربع على عرش السياحة في المنطقة. يوفّر الفندق بنية تحتية خدمية مميزة تلبي احتياجات كافة فئات السياح والمقيمين. ويعتبر من أعرق الفنادق في مدينة البتراء التي تقدم خدمات رفيعة المستوى ذات جودة عالية. يحتوي منتجع موفنبيك البتراء على 318 غرفة فندقية. الفندق مزين بالزخارف الإسلامية، والرخام المرصع، والخشب المشغول يدويا، ويملأ الجدران والأسقف الأوراق الذهبية، أصبح هذا الفندق المنتجع ملاذا للسياح القادمين لزيارة مدينة البتراء الأثرية.
- فندق ومنتجع موفنبيك البحر الميت: استثمرت شركة زارة طاقاتها في ممنطقة البحر الميت، أخفض مسطح مائي على الكرة الأرضية، حيث أنشأت منتجع موفنبيك البحر الميت، ويعتبر المنتجع العالمي الأكبر في الشرق الأوسط، حيث يتميّز بخدمات طبية علاجية من ضمنها استخدام منتجات البحر الميت الطبيعية. يحتوي فندق ومنتجع موفنبيك البحر الميت على 362 غرفة فندقية. وصفته مجلة كوندي ناست Conde Nast Traveler بأنه من أفضل منتجعات العالم، ونال جائزة اختيار القراء “Readers' Choice” ضمن نفس المجلة. [7]. منتجع زارة العالمي في البحر الميت هو الأكبر والأكثر تطورا في الشرق الأوسط وهو متميز باستخداماته لآفضل المواد العلاجية من مكونات البحر الميت الطبيعية ويوفر عددا لا حصر له من العلاجات الطبيعية لتسكين الجسد واسترخاء العقل وسكينة الروح.

استطاع المنتجع حصد كل من
1. جائزة World Travel Awards for Jordan's Leading Beach Resort لعام 2015 
2. جائزة World Travel Awards for Best Luxury Resort Spa لعام 2016 

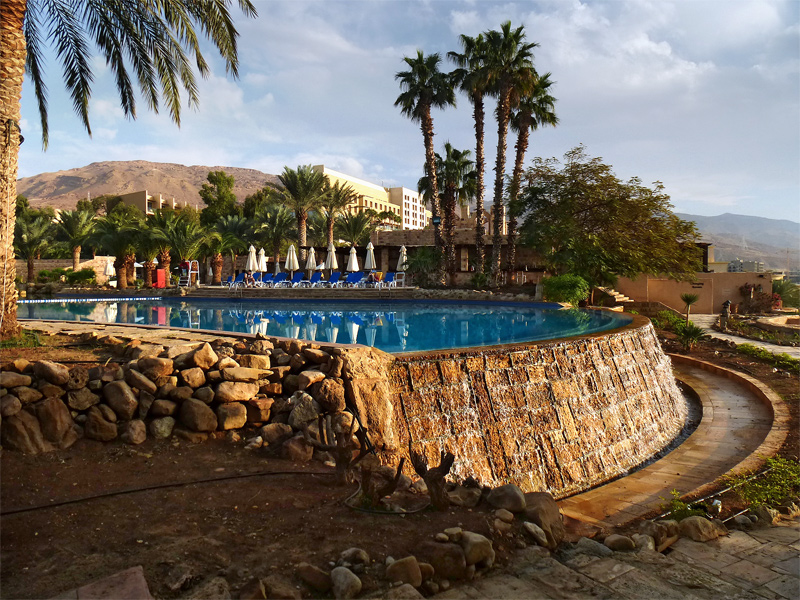
فندق موفنبيك البحر الميت

- جراند حياة عمان: في كانون أول من عام 1998، كشفت زارة عن موقع مشروعها الجديد في أعالي جبل عمان وفي الوسط المالي والتجاري للمدينة حيث الموقع الفريد والمتميز لفندق جراند حياة عمان. ففي زمن قياسي أصبح هذا الفندق معلما حضاريا في عمان بسبب تصميمه الحديث ومطاعمه العالمية ومعرضه الفني ولتوفيره أكبر القاعات مساحة لمختلف المناسبات والاستخدامات. وقد صنف فندق جراند حياة عمان كأفضل وجهة سياحية في عمان لعام 2002 كما صنفته مجلة بيلانز BILANZ على أنه من أهم 75 فندقا في العالم. يحتوي فندق جراند حياة عمان على 316 غرفة فندقية وبرج حياة على 90 غرفة فندقية. يتميز فندق جراند حياة عمان باتصاله المباشر مع برج حياة الذي يوفر شقق مؤثثة تتوفر فيها كافة الخدمات وتتراوح في حجمها بين غرفة إلى أربعة غرف نوم. كما أن الفندق متصل بمعرض زارة، أرقى موقع لتنظيم المؤتمرات في الأردن، بالإضافة إلى تميز المعرض بصالة عرض يتوفر فيها كل التجهيزات وفق المواصفات العالمية. ويرتبط معرض زارة بمركز زارة، وهو عبارة عن أول وأحدث مجمع للترفيه والتسوق في الأردن، ويمتد على مساحة أربعة طوابق بالإضافة إلى منطقة تشتمل على مجموعة من أشهر المطاعم العالمية وخمسة دور لعرض الأفلام تحت مسمى سينما غراند المشهورة عالميا. يعتبر التجمع الذي يضم فندق حياة عمان وبرج حياة ومعرض زارة ومركز زارة في وسط المدينة أضاف للعاصمة عمان معلما معماريا وثقافيا مهما.
- منتجع وريزيدنسز موفنبيك العقبة: في عام 2000 استمرت زارة بعمليات توسعة وزيادة أنشطتها في تطوير الفنادق في الأردن فقامت بإنشاء منتج موفنبيك العقبة على شواطئ البحر الأحمر كأول فندق من فئة الخمس نجوم بمعايير دولية في ميناء العقبة. كان موقع المنتجع قرب الموقع الأثري للمدينة الإسلامية أيلا. يربط المبني الفريد والذي يجسد روح أيلا الأثرية ومدينة العقبة العصرية بين قطعتين من الأرض بواسطة جسر. مما يجعله وجهة سياحية إستراتيجية لرواد المناطق الأثرية في المملكة. يحتوي منتجع وريزدنسز موفنبيك العقبة على 332 غرفة فندقية.
- فندق موفنبيك -قلعة النبطي: اشترت «زارة للاستثمار» الفندق عام 2000. ويقع على جبل ارتفاعه 1400 متر، كما يُطل على وادي الأردن، ويبعُد عن مدخل البتراء مدة 10 دقائق. قام بتصميمه المعماري الأردني راسم بدران الحائز على جائزة آغا خان للعمارة الإسلامية. يحتوي فندق موفنبيك -قلعة النبطي على 92 غرفة فندقية.
- فندق ومنتجع موفنبيك تالا باي العقبة: أنهت شركة «زارة للاستثمار» بناء المنتجع عام 2009 على الشاطئ الجنوبي لخليج العقبة، البحر الأحمر. يقع المنتجع على مساحة 65,300 متر مربع، ويحتوي على 306 غرفة فندقية.
- منتجع الحمة المعدنية - المخيبة: بدأت كافة الاستعدادات اللازمة لتطوير منتجع بيئي من فئة 3 نجوم مطلع عام 2016، لا يزال بدء العمل مرهونا بالتصاريح الحكومية اللازمة.
- سوق زارة: سعى سوق زارة لتخطي المظهر المعتاد لسوق الهدايا، إذ تم تصميمه بشكل يكشف عن لمسة عصرية تسلط الضوء على إرث الأردن الغني والقديم. اليوم، هناك خمسة فروع لسوق زارة متواجده في داخل الفنادق المملوكه من شركة زاره للإستثمار، كان أولها قد أنشيء في البتراء عام 1996. السوق هو رائد في الأردن فيما يتعلق بالتنوع والتغطية الجغرافية؛ إذ تتواجد محلات أسواق زارة في كل من فندق جراند حياة عمان، منتجع موفنبيك البحر الميت، منتجع موفنبيك البتراء، فندق ومنتجع موفنبيك العقبة، فندق ومنتجع موفنبيك تالا بي العقبة. يتميز سوق زارة بأنه سوق العمل الذي يكشف عن الثروة المحلية للأردن من خلال بيع المنتجات الأردنية في جميع مواقعه. يمكن العثور على مجموعة من المنتجات، المختارة بعد دراسة مستفيضة، في سوق زارة، والتي تمثل الفلكلور الأردني وتشمل المطرزات اليدوية والحرف اليدوية من المصممين التقليدين والعصريين والتي تشمل السيراميك، الرسومات، الفسيفساء، الخط، الأشغال الخشبية، المجوهرات، التطريز، الملابس التقليدية، الكتب، ومنتجات أخرى.
- زارة إكسبو: يقع معرض ومركز مؤتمرات زارة الرائد في الأردن في قلب العاصمة عمان، بالقرب من فندق جراند حياة عمان حيث يتوفر فيه أحدث المرافق بالإضافة إلى الخدمات المهنية. أما بالنسبة لمرافق المعارض في معرض ومركز مؤتمرات زارة فهي تضم ثلاث قاعات مبنية لإقامة المعارض، وتوفر حوالي ثلاثة آلاف متر مربع من المساحات ذات النوعية العالية والمبردة وقاعة مؤتمرات تضم 297 مقعدا. تحتوي كل قاعة معارض على بهوها الخاص مع مكاتب للمنظمين ومكتب تسجيل مخصص لهذه الأغراض بالإضافة إلى قنوات خدمة تحت الأرض لخدمات الاتصال. تقع قاعة المؤتمرات فوق قاعات المعارض، ويمكن استعمالها كقاعة رئيسية لمؤتمر أو كمسرح أو كقاعة احتفالات أو كقاعة عرض أفلام أو محاضرات. وتتمتع بردهة أو منطقة استقبال خاصة وستة غرف للاجتماعات الصغيرة مجاورة لقاعة المعارض ومكتب إدارة للمنظمين
- زارة جاليري: يقع في أكثر المناطق ازدحاما وحيوية في عمان، تقع واحة من الهدوء والراحة، تحتمي في أحد أرقى فنادق الأردن من فئة الخمس نجوم. أنشيء عام 1999 للترويج للفنانين المحليين والدوليين في قلب العاصمة عمان في فندق جراند حياة عمان. الهدف الرئيسي من إنشاء زارة جاليري هو دعم وعرض الانطباعات الخلاقة والفنية للأردن وجيرانه. يسعى زارة جاليري إلى استضافة الكثير من الفنانين الشباب والمتمرسين، المحليين والدوليين، على أمل بناء تبادل ثقافي وفني غني.
- سالتوس: مستقبل التدريب الفندقي في الأردن: قامت «زارة للاستثمار» عبر شراكتها غير الربحية مع مؤسسة التدريب المهني بمبادرة تمويل وتشغيل فندق سالتوس كأول فندق سياحي تدريبي مصنّف من فئة الثلاث نجوم التدريبي في مدينة السلط[10]، وقد افتتح رسمياً في 21 مايو 2013 تحت رعاية ملكية.[11] يتكون الفندق من 20 غرفة فندقية وثلاث غرف فندقية تدريبية مجهزة بمواصفات عالمية لمتدربي معهد التدريب المهني الفندقي في السلط لإعدادهم لدخول سوق العمل بكفاءة ومهنية. يهدف فندق سالتوس إلى ترويج الإرث الحضاري لمدينة السلط وتسويقها كوجهة سياحية حيوية لما تحتضنه من مواقع تاريخية وأثرية وسياحية ودعم البنية السياحية والخدمات المساندة في مدينة السلط. بالإضافة إلى إنشاء فندق يكون جزء من العملية التدريبية بمعهد تدريب مهني ليصبح نموذجاً لمعاهد أخرى تقدم برامج التدريب الفندقي. .

### أملاك واستثمارات[12]
| الملكية                                              | النسبة |
| ---------------------------------------------------- | ------ |
| الوطنية للفنادق والسياحة                             | 100%   |
| البحر الأحمر للفنادق                                 | 100%   |
| الأردنية لتجارة المستلزمات الفندقية محدودة المسئولية | 100%   |
| فنادق النبطي                                         | 100%   |
| شركة المشرق للفنادق والسياحة محدودة المسؤلية         | 100%   |
| عمان للاستثمار السياحي                               | 100%   |
| الواحة الفندقية المحدودة                             | 92.2%  |
| زارة لتنمية الساحل الجنوبي                           | 84.78% |
| الساحل الجنوبي للفنادق محدودة المسؤلية               | 82%    |
| الساحل الجنوبي للتطوير العقاري محدودة المسؤلية       | 82%    |
| رم للفنادق والسياحة                                  | 75%    |
| الحمة المعدنية الأردنية م ع م                        | 55.8%  |
| زارا الزراعية محدودة المسؤلية                        | 54.3%  |
| الفنادق والسياحة الأردنية                            | 51.64% |

## مآثر وإنجازات
- حصول كافة فنادق «زارة للاستثمار» على شهادة آيزو 22000.
- حصول عدد من فنادق«زارة للاستثمار» على شهادة التميز من «تريب أدفايزر Trip Advisor».
- حصول عدد من فنادق«زارة للاستثمار» على شهادة الكوكب الأخضر.
- حصول عدد من فنادق «زارة للاستثمار» على شهادة العلم الأزرق.
- شاركت شركة زارة بالتعهد والتوقيع على المدونة العالمية لمنظمة السياحة العالمية لأخلاقيات السياحة معلنة التزامها بالتمسك بمبادئ المدونة.

## الترفيه والتسوق

### مركز زارة
يقع مركز زارة، والذي أُنشأ عام 1999، في مركز زارة المجاور لفندق جراند حياة عمان. ويعتبر أول وأحدث مجمع للترفيه والتسوق في الأردن، حيث يمتد على مساحة أربعة طوابق، بالإضافة إلى ساحة طعام وخمسة دور عرض سينمائية. كما يُعد المركز أحد أهم المعالم المعمارية والثقافية في العاصمة الأردنية عمان.

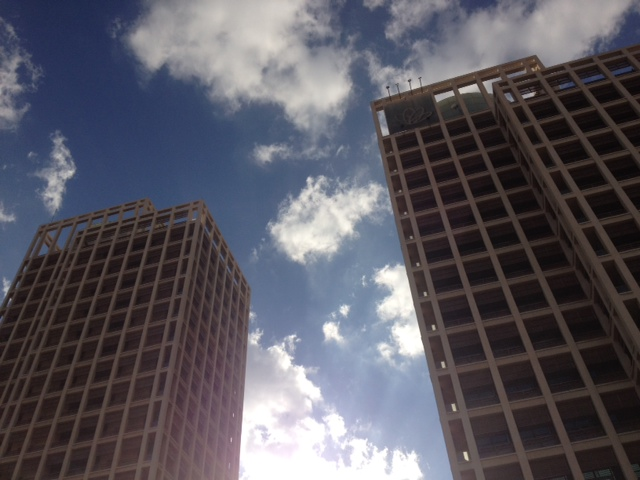
مركز زارة

### سوق زارة
تسعى سوق زارة إلى تسليط الضوء على إرث الأردن وفنونه التقليدية ومساعدة الحرفيين الأردنيين على تطوير منتجاتهم وتسويقها بشكل ملائم. توفر السوق منتجات محلية تمثل تشكيلة واسعة من الفلكلور الأردني من ضمنها المطرزات اليدوية والحرف التقليدية كالسيراميك والفسيفساء، بالإضافة إلى الأزياء والكتب الثقافية.
للسوق ستة أفرع منتشرة في مختلف أنحاء الأردن. أُنشئ أولها في مدينة البتراء عام 1996. وهي متواجدة في فنادق الخمس نجوم التالية: فندق جراند حياة عمان، فندق ومنتجع موفنبيك البحر الميت، منتجع موفنبيك البتراء، منتجع وريزدنس موفنبيك العقبة، فندق ومنتجع موفنبيك تالا باي العقبة، بالإضافة إلى المعرض الوطني للفنون الجميلة في الأردن.

### زارة إكسبو
يُعد زارة إكسبو من أرقى وأكبر معارض ومراكز المؤتمرات في المملكة، حيث يستقطب أبرز العاملين في قطاع سياحة الأعمال في المنطقة وذلك لجودة خدماته ومرافقه ومهنية كوادره. يوفر زارة إكسبو – المتواجد بالقرب من فندق جراند حياة عمان – ثلاث قاعات مصممة لإعداد وإقامة المعارض والحفلات والفعاليات الثقافية بالإضافة إلى قاعات مؤتمرات تضم 300 مقعداً. توفر كافة مرافق زارة إكسبو مكاتب للمنظمين ومكتب تسجيل وخدمات اتصال بالإضافة إلى تقنيات عرض واتصال حديثة.

## المسؤولية المجتمعية
تؤمن شركة «زارة للاستثمار» بأهمية دعم وتمكين أفراد المجتمع المحلي الأقل حظاً بكافة أطيافه عبر عدة محاور رئيسة من ضمنها التعليم والثقافة والريادة والبيئة، باعتبارها أداة أساسية للرقي الفردي والجماعي. تُعد شركة «زارة للاستثمار» شريكاً استراتيجياً فاعلاً لعدة مبادرات ومشاريع تنموية وطنية تهدف إلى النهوض بسوية التعليم في المناطق الأقل حظاً وإعداد الشباب الأردني لسوق العمل من خلال تدريب منتسبي معاهد التدريب المهني الفندقي بكافة تخصصاتهم في منتجعات وفنادق «زارة للاستثمار» في المملكة. كما تسعى «زارة للاستثمار» إلى إدراج أفراد المجتمع المحلي رجالاً ونساءً في قطاع الفندقة كونه أحد أهم مصادر الدخل القومي في المملكة، بالإضافة إلى تمكين المرأة في هذا القطاع.
 والجدير بالذكر أن إحصائيات المجلس العالمي للسياحة والسفر WTC ومنظمة العمل الدولية تشير إلى أن نسبة انخراط المرأة في قطاع السياحة العالمي تبلغ حالياً 46% بينما في الأردن لا تتجاوز 12%.

### زارة جاليري
تُعد «زارة للاستثمار» من المؤسسات الرائدة في دعم الفنانين المحليين والعربيين والدوليين في المملكة عبر العمل على اكتشاف وتمكين المواهب الواعدة في الأردن، والتي حققت نجاحات مميزة على الأصعدة المحلية والدولية من ضمنها المشاركة في فعاليات عالمية كمزاد كريستيز للفنون في دبي.

### التعليم للجميع
تسعى «زارة للاستثمار» إلى المساهمة في تحسين نوعية الحياة لطلاب المدارس في بعض المناطق اللأقل حظا ضمن مبادرات عدة من بينها مبادرة مدرستي التي أطلقتها جلالة الملكة رانيا العبد الله لدعم المدارس الحكومية في المملكة، عبر تهيئة البنية التحتية وتنفيذ برامج لا منهجية. من ضمن المدراس المدعومة من قبل «زارة للاستثمار» مدرسة مشيرفة الجيزة الابتدائية ومدرسة الرميل الثانوية للبنات الواقعة في البادية الوسطى في منطقة الجيزة التي فازت ببرنامج اعتماد المدارس الصحية للمستوى الذهبي والذي نفذته الجمعية الملكية للتوعية الصحية . يشمل هذا الدعم تهيئة البنية التحتية عبر تأهيل المباني وتوسعة المدارس وإنشاء وصيانة مصادر المياه ونظم الصرف الصحي وإنشاء مختبرات علمية وطبية وتقنية، وتنفيذ برامج لامنهجية صحية وتعليمية وتثقيفية من شأنها النهوض بسوية الطلبة تربوياً وفكرياً تطوير البنى التحتية.

### سياحة مسؤولة ومستدامة- البيئة
إيماناً منها بأهمية مراعاة قضايا البيئة عبر كافة الفعاليات والخدمات السياحية التي تقدمها «زارة للاستثمار» في المملكة، توظف «زارة للاستثمار» وباستمرار مصادر طاقة متجددة صديقة للبيئة من ضمنها غاز البترول المسال النظيف الاشتعال، وأنظمة التدفئة الشمسية كبديل جزئي لاستهلاك الكهرباء ووقود الديزل. كما تعمل «زارة للاستثمار» على ترشيد استهلاك المياه وتخفيض انبعاث الغازات الدفيئة وغاز ثاني أكسيد الكربون. ومن الجدير بالذكر أن عدداً من فنادق الشركة قد حاز على شهادات عالمية تقديراً لممارساته الصديقة للبيئة من ضمنها: شهادة الكوكب الأخضر وشهادة العلم الأزرق وشهادة المفتاح الأخضر لعام 2013.

### سالتوس: التدريب الفندقي في الأردن
قامت «زارة للاستثمار» عبر شراكتها غير الربحية مع مؤسسة التدريب المهني بمبادرة تمويل وتشغيل فندق سالتوس كأول فندق سياحي تدريبي مصنّف من فئة الثلاث نجوم التدريبي في مدينة السلط، وقد افتتح رسمياً عام 2013 تحت رعاية ملكية. يتكون الفندق من 20 غرفة فندقية وثلاث غرف فندقية تدريبية مجهزة بمواصفات عالمية لمتدربي معهد التدريب المهني الفندقي في السلط لإعدادهم لدخول سوق العمل بكفاءة ومهنية. يهدف فندق سالتوس إلى ترويج الإرث الحضاري لمدينة السلط وتسويقها كوجهة سياحية حيوية لما تحتضنه من مواقع تاريخية وأثرية وسياحية ودعم البنية السياحية والخدمات المساندة في مدينة السلط. بالإضافة إلى إنشاء فندق يكون جزء من العملية التدريبية بمعهد تدريب مهني ليصبح نموذجاً لمعاهد أخرى تقدم برامج التدريب الفندقي.

### حقوق الإنسان - المساواة
تعمل «زارة للاستثمار» مع هيئة الأمم المتحدة للمرأة "United Nations Entity for Gender Equity and The Empowerment of Women UN WOMEN" للحصول على «ختم فرص عمل متعادلة للجنسين»، والذي يضمن تبني أعلى معايير العدل والمساواة عند توفير الفرص المهنية لكافة الكوادر العاملة وتعزيز حقوق العمال في فنادق ومنتجعات الشركة.

## الرؤيا
«الرؤيا هي فن رؤية الأمور غير المرئية» جوناثان سويفت (1667– 1745) مؤلف أسفار غلفر.
بنيت شركة زارة للاستثمارات القابضة المحدودة على رؤيا رجل يحلم بأن يكون وطنه وجهة سياحية دولية من الطراز الأول. فقد شهد أيار 1999 الوفاة المبكرة للسيد خليل التلهوني، مؤسس شركة زارة للإستثمار القابضة. ومع أن حياته القصيرة انتهت، إلا أنه أثرى وطنه بمعالم ستدوم مدى الحياة. لقد كان في مخيلة السيد خليل التلهوني أردن زاخر بفنادق من فئة الخمس نجوم والمجمعات الترفيهية التي تنافس في تميزها وكفائتها أي منشآت في العالم العربي. ومن خلال رؤيته وتصميمه، تمكن من إنشاء سلسة من فنادق الرفاهية في جميع أنحاء المملكة، وتحديدا الوجهات السياحية التي توفر أفضل الخدمات، بالإضافة إلى كونها وجهات سياحية فريدة بحد ذاتها. تمتع السيد تلهوني برؤيا واضحة حول ما أراد، وطبقها في منهجية شاملة لترجمة ما خطط له إلى واقع. قادت هذه المنهجية شركة زارة للتمتع باكتفاء ذاتي واستقلالية. كان يركز على أدق تفاصيل المخططات وإدارة مشاريع البناء ومجموعة زارا الفنية وتصميم الفنادق وتنقلات السياح والاستثمار في مهارات الضيافة لدى موظفيه والتي تمت جميعها تحت مظلة زارة.
شارك السيد صبيح المصري، صديق التلهوني وأقدم شريك عمل له، نفس الأحلام والرؤيا، وأسسوا معا شركة زارة. اليوم، يعمل السيد صبيح المصري رئيس مجلس إدارة زارة، ملتزما بالمسار الذي أطلقه مع رفيقه الراحل على مواصلة أحلامهم المشتركة لتحقيق المزيد منها.

## معرض الصور

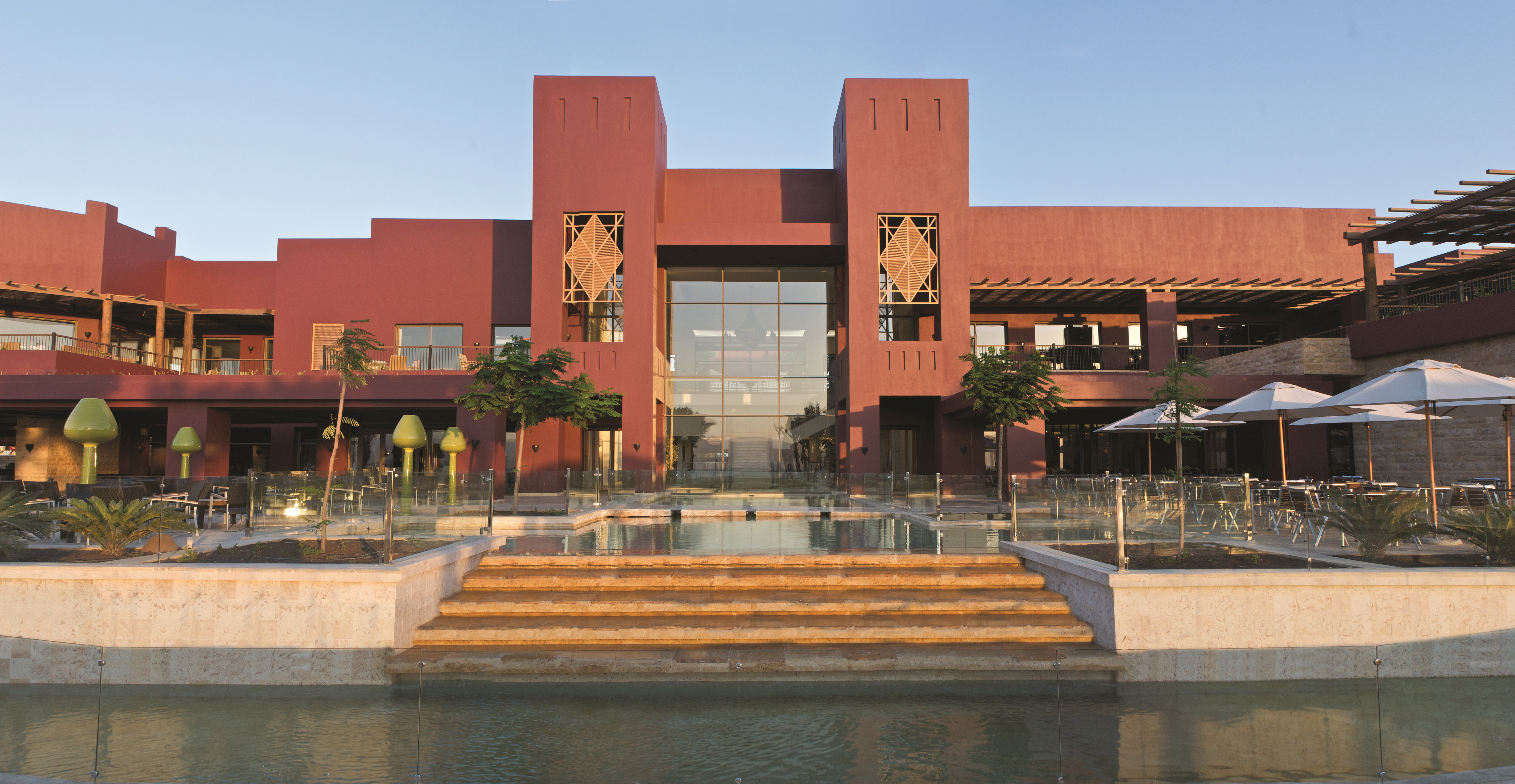
فندق موفنبيك تالا باي - العقبة
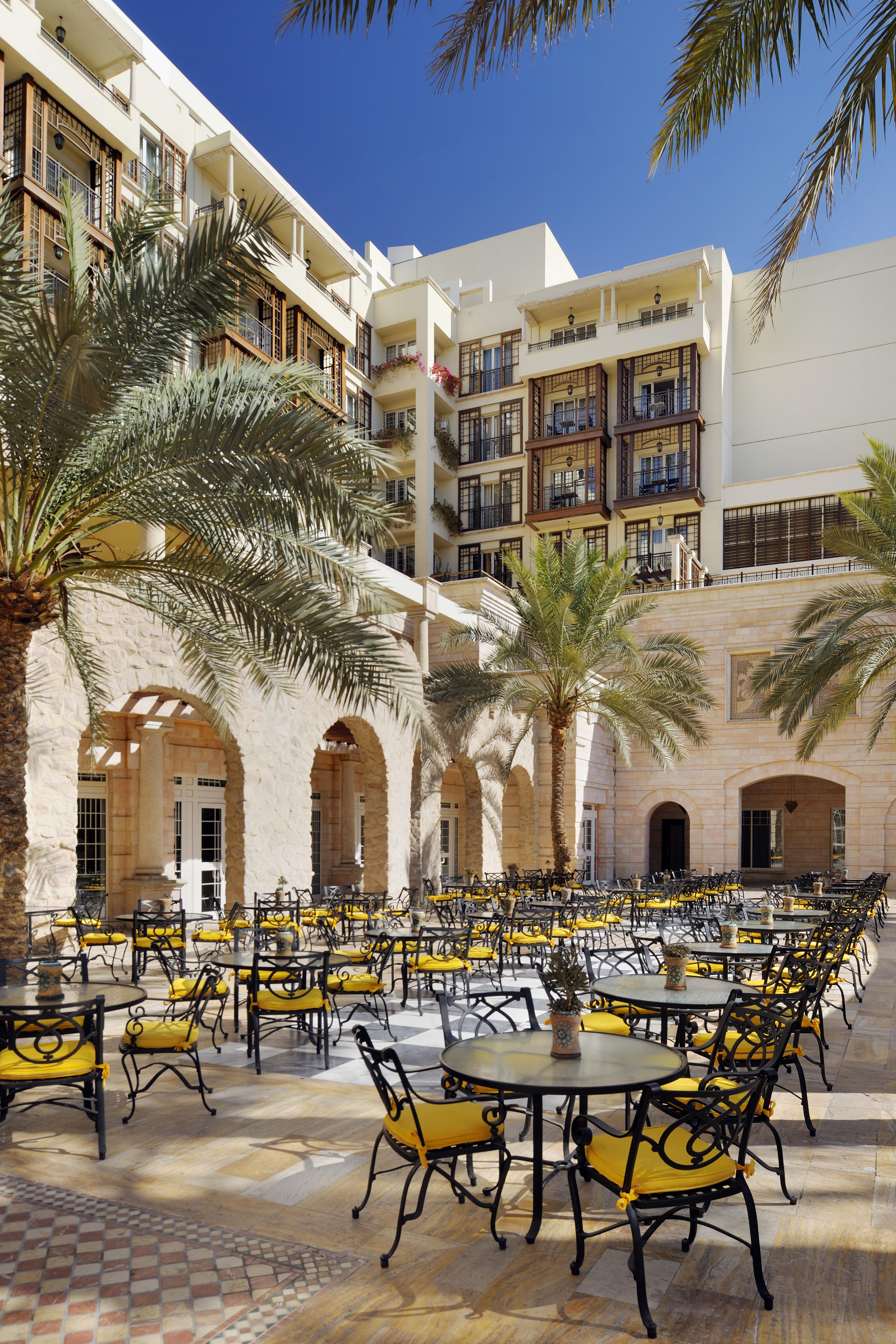
فندق موفنبيك وسط المدينة - العقبة
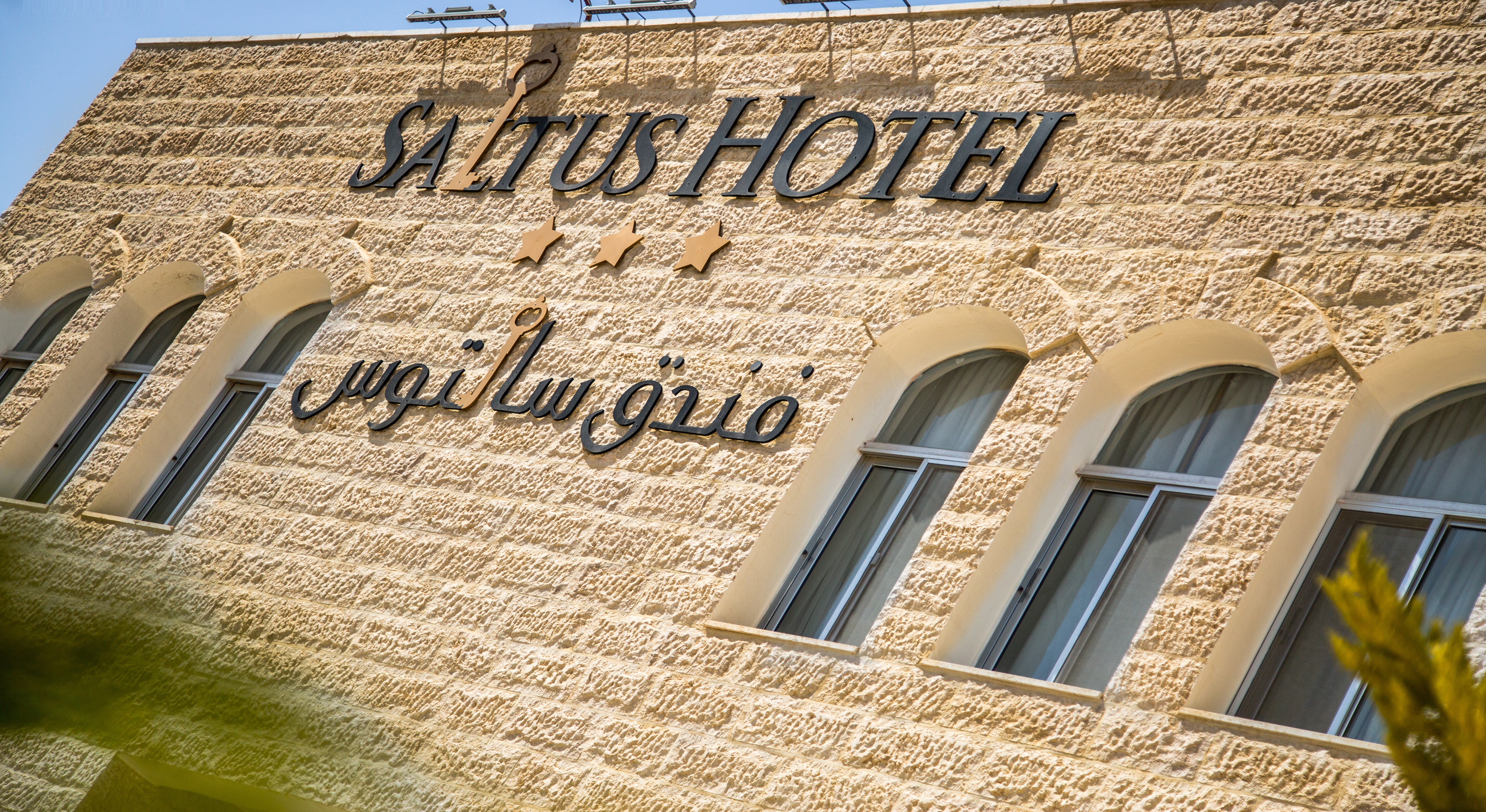
فندق سالتوس في مدينة السلط
فندق حياة عمان
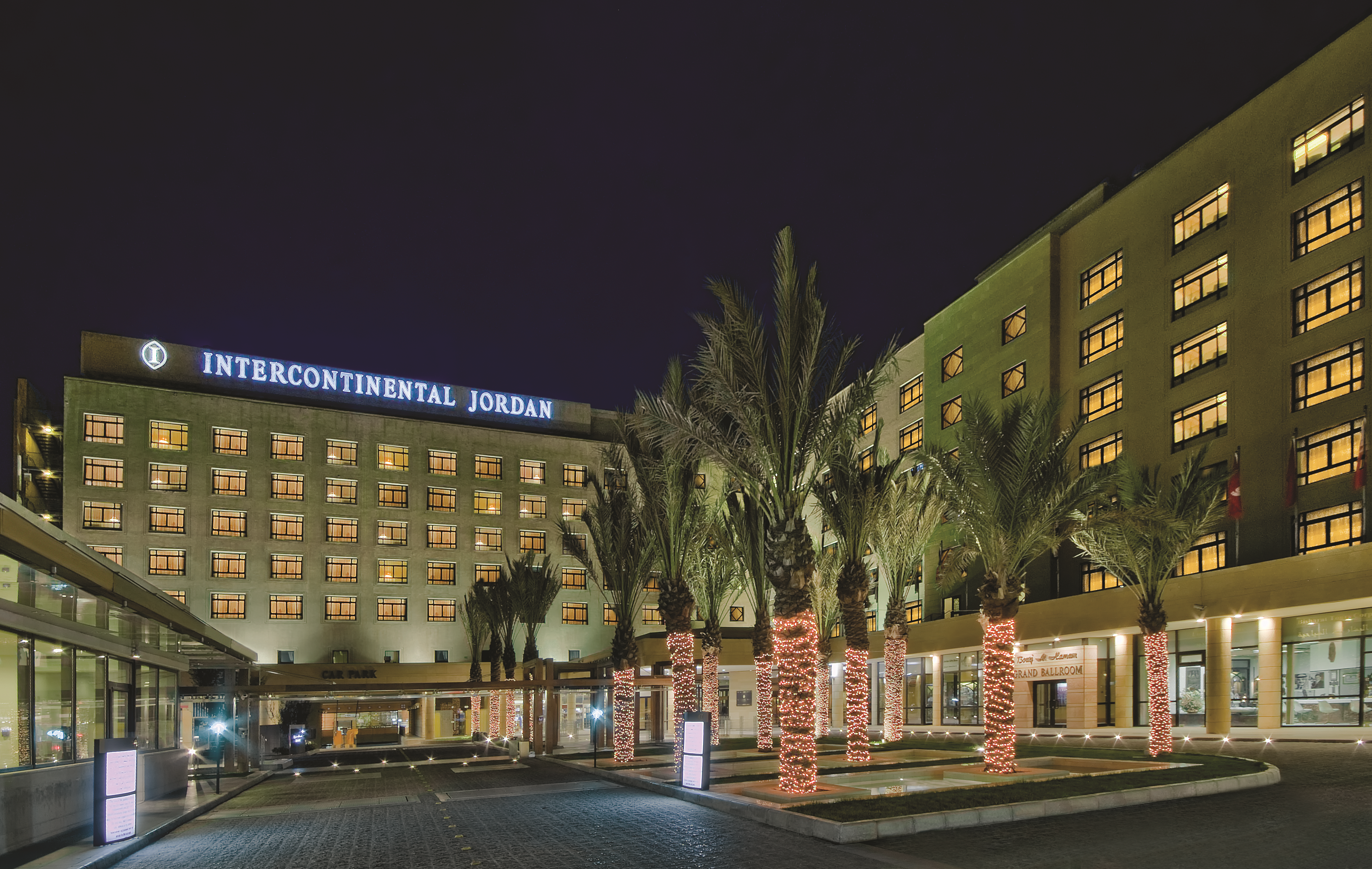
فندق إنتركونتينينتال عمان
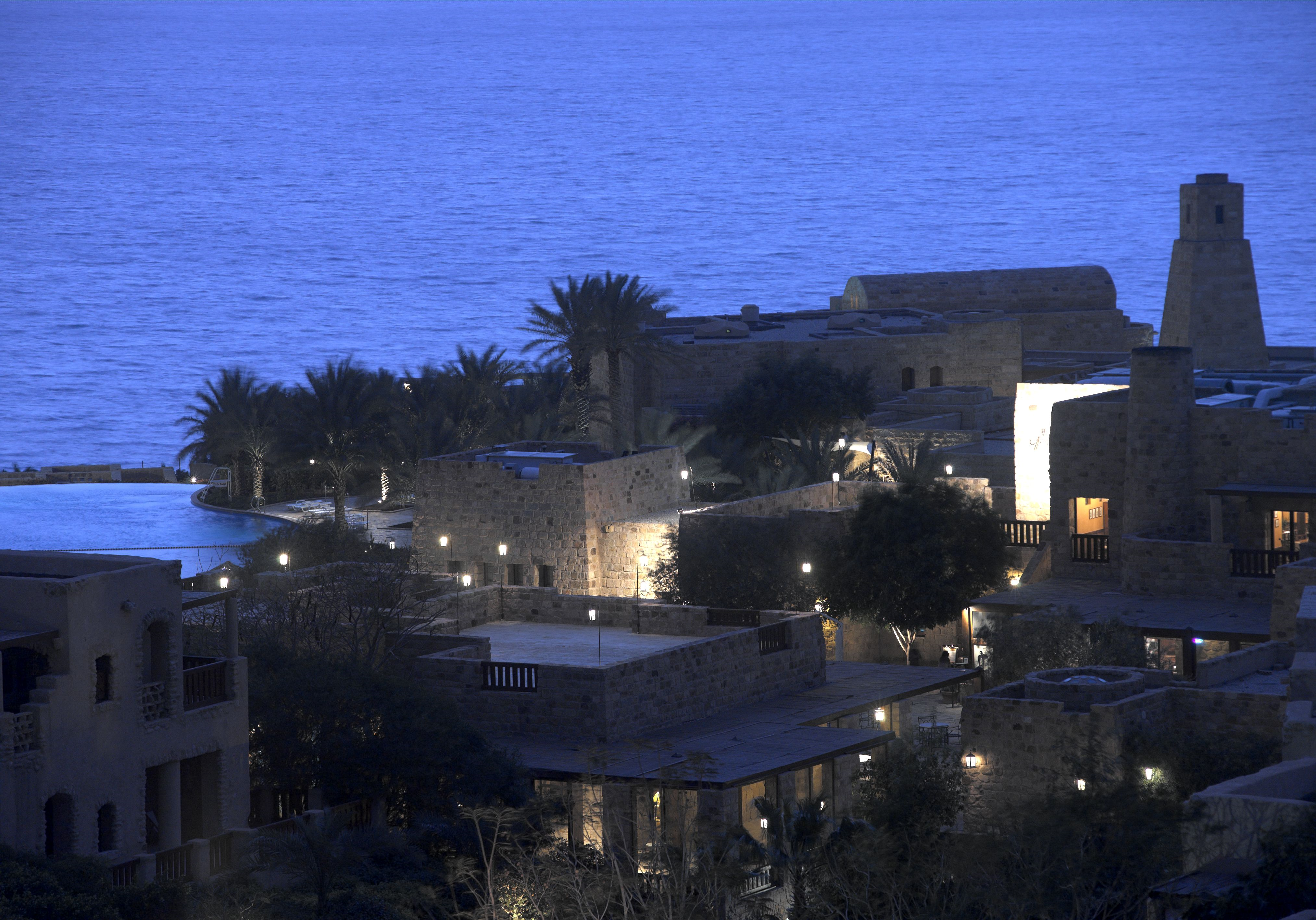
فندق موفنبيك البحر الميت
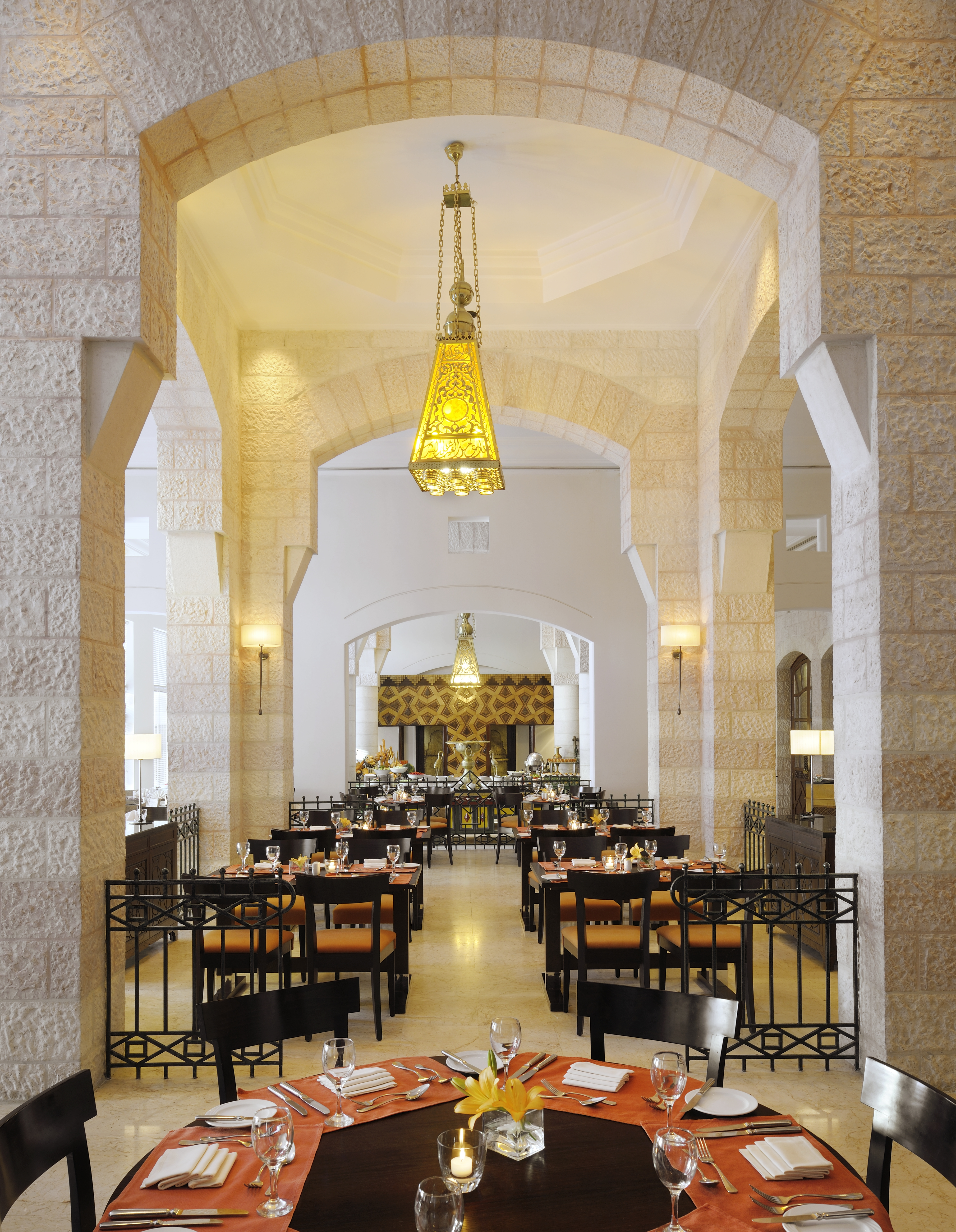
منظر داخلي من موفنبيك البتراء